# آنتونی پارکر
آنتونی پارکر (انگلیسی: Anthony Parker؛ زادهٔ ۱۹ ژوئن ۱۹۷۵) بازیکن بسکتبال اهل ایالات متحده آمریکا است.

## حرفه
از فیلم‌ها یا برنامه‌های تلویزیونی که وی در آن نقش داشته‌است می‌توان به دنیای سوزی وانگ اشاره کرد.
از باشگاه‌هایی که در آن بازی کرده‌است می‌توان به اورلندو مجیک، ویرتوس رم، فیلادلفیا سونتی‌سیکسرز، کلیولند کاوالیرز، و تورنتو رپترز اشاره کرد.